# Сюзанне Нільссон
Сюзанне Нільссон  (дан. Susanne Nielsson, 8 липня 1960) — данська плавчиня, олімпійська медалістка.

## Виступи на Олімпіадах
| Олімпіада     | Дисципліна                    | Місце     |
| ------------- | ----------------------------- | --------- |
| Монреаль 1976 | плавання на 100 метрів брасом | 7 h1 r2/3 |
| Монреаль 1976 | плавання на 200 метрів брасом | 2 h2 r1/2 |
| Москва 1980   | плавання на 100 метрів брасом | 3         |
| Москва 1980   | плавання на 200 метрів брасом | 4         |